# Naryn (vùng)
Vùng Naryn (tiếng Kyrgyz: Нарын облусу, Narın oblusu/Naryn oblusu, نارىن وبلاستى) là vùng lớn nhất của Kyrgyzstan. Nằm ở phía đông của Kyrgyzstan và phía bắc giáp với Vùng Chuy, phía đông bắc giáp với Vùng Issyk Kul, phía đông nam giáp với Khu tự trị Tân Cương của Trung Quốc, phía tây nam giáp với Vùng Osh và phía tây giáp với vùng Jalal-Abad. Thủ phủ của vùng là ở Naryn.
Vùng được thành lập vào ngày 21 tháng 11 năm  1939. Ngày 20 tháng 12 năm 1962 vùng được giải thể nhưng vào ngày 11 tháng 12 năm 1970 vùng lại được thành lập trở lại.  Vào ngày 5 tháng 10 năm 1988 được hợp nhất với một số vùng của Vùng Issyk Kul và cuối cùng vào ngày 14 tháng 12 năm 1990 vùng được đặt tên hiện tại đó là: Vùng Naryn.
Dân số của vùng Naryn đa phần là 99% người Kyrgyz. Nền kinh tế bị chi phối bởi chăn gia súc (cừu, ngựa, yaks), với len và thịt là sản phẩm chính. Việc khai thác các khoáng chất khác nhau được phát triển trong thời kỳ Xô viết phần lớn bị bỏ rơi vì không kinh tế. Ngày nay, khu vực được coi là khu vực nghèo nhất trong cả nước, nhưng cũng thường là Kyrgyz. Nơi đây tự hào có những ngọn núi đẹp, đồng cỏ Anpơ và hồ Son-Kul trong những tháng mùa hè thu hút được những đàn cừu và ngựa lớn cùng đàn bò.

## Dân số
Theo thống kê năm 2009, Vùng Naryn bao gồm 1 thành phố (Naryn), 2 thị trấn và 134 thôn làng với dân số được thống kê từ số liệu năm 2009 là 245,3 nghìn người (theo số liệu thực tế) hay 257.8 nghìn người (dân số theo pháp luật).

### Dân tộc
Theo tổng điều tra dân số năm 2009, thành phần dân tộc của Vùng Raryn bao gồm
| Nhóm dân tộc      | Dân số  | Tỉ lệ phân bố |
| ----------------- | ------- | ------------- |
| Người Kyrgyz      | 255.799 | 99.2%         |
| Người Uzbek       | 568     | 0.2%          |
| Người Dunga       | 429     | 0.2%          |
| Người Duy Ngô Nhĩ | 339     | 0.1%          |
| Người Kazakh      | 215     | 0.1%          |
| Người Nga         | 157     | 0.1%          |
| Các nhóm khác     | 261     | 0.1%          |

## Các chỉ số kinh tế xã hội
- Số lao động: 89,300 (2008) [3]
- Số dân thất nghiệp: 6,922 (2008)[4]
- Xuất khẩu: 0.9 triệu Đôla Mỹ (2008)[5]
- Nhập khẩu: 4.0 triệu Đôla Mỹ (2008) [5]
- Nước ngoài đầu tư trực tiếp: 1,1 triệu Đôla Mỹ (in 2008)[6]

## Phân cấp hành chính
Vùng Naryn bao gồm 1 thành phố, 2 thị trấn và 5 huyện trực thuộcː  

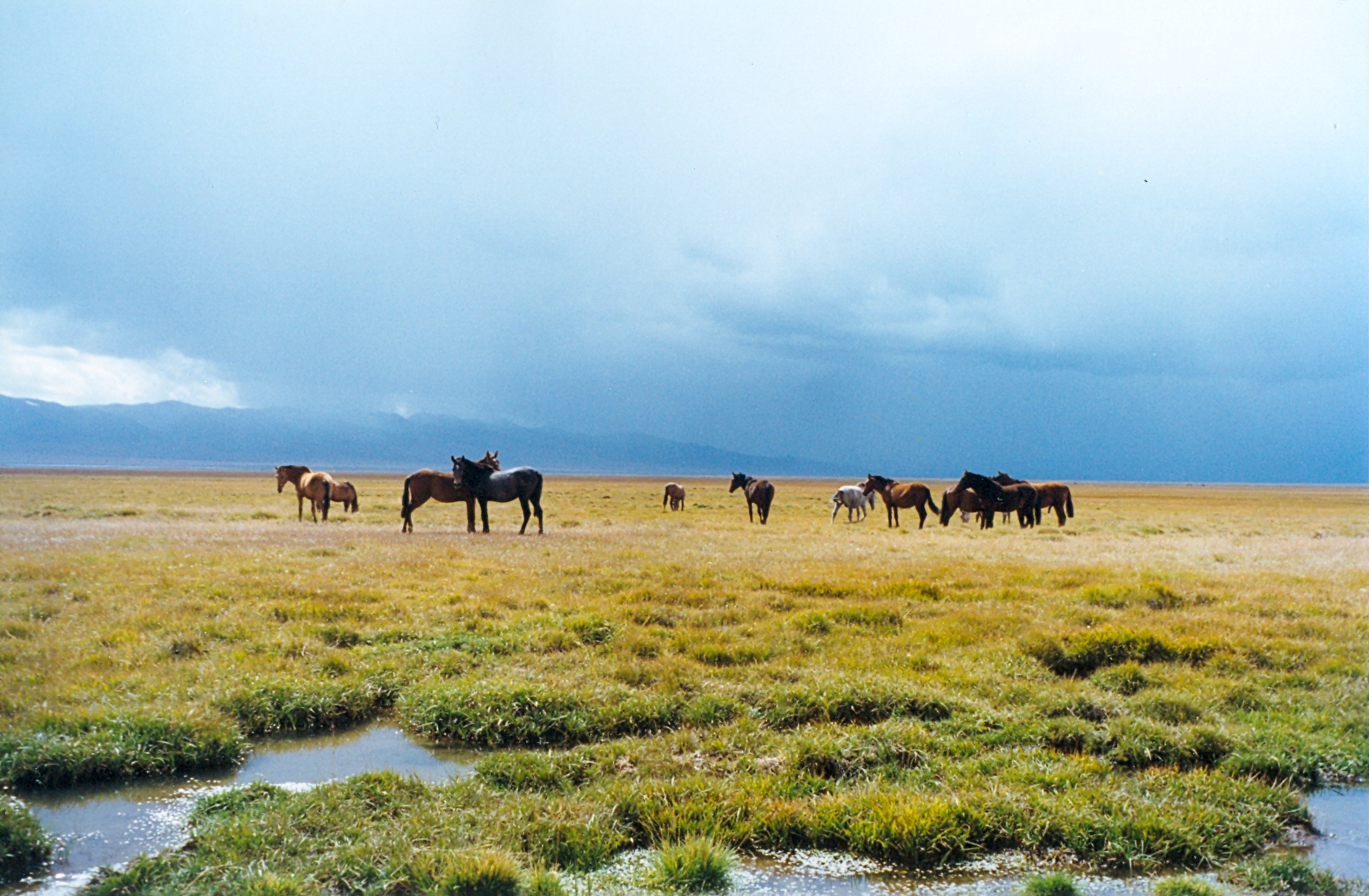
Chăn ngựa gần Son-Kul

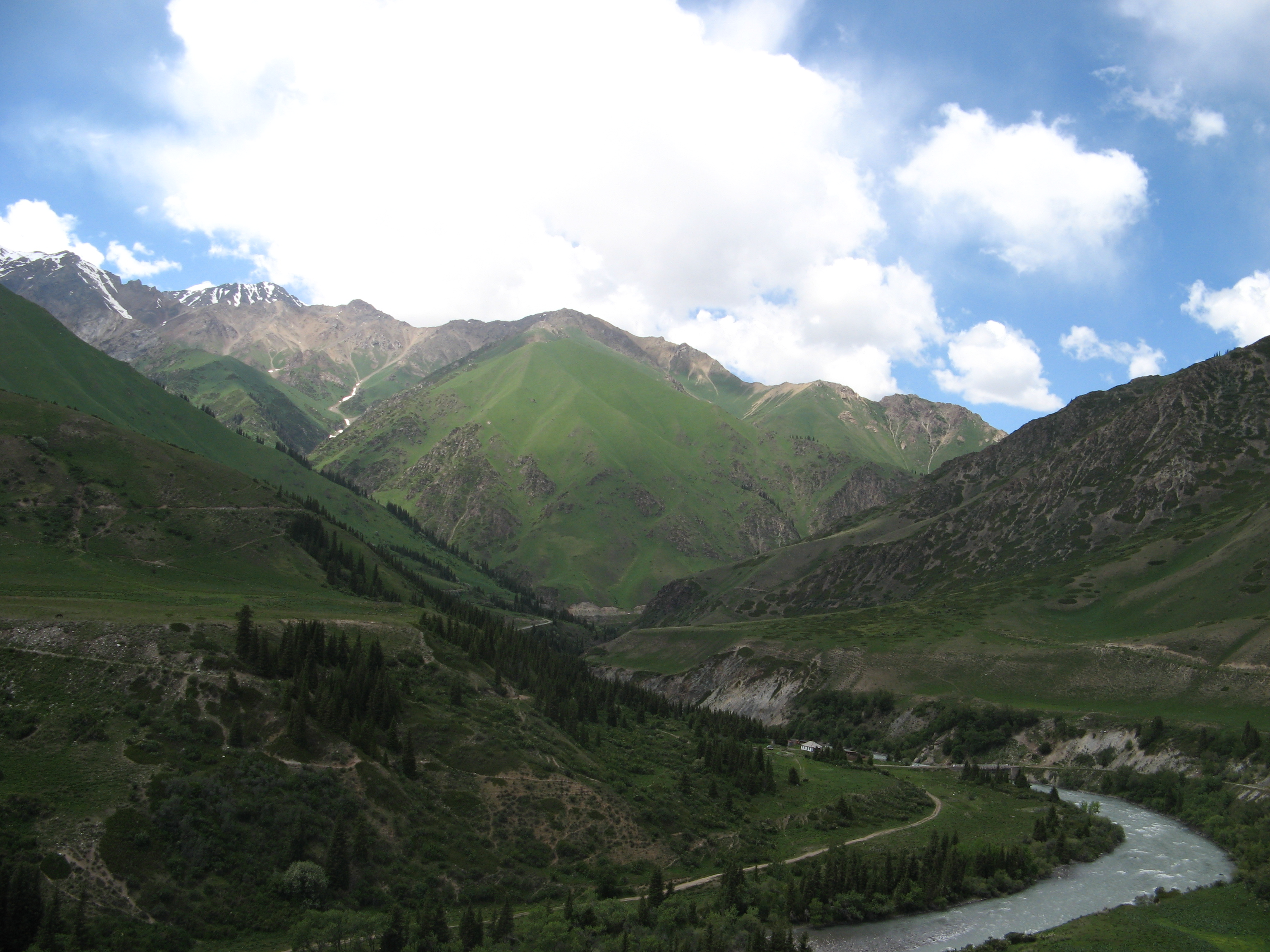
Vùng nông thôn thuộc vùng Naryn

| Huyện    | Thủ phủ  |
| -------- | -------- |
| Ak-Talaa | Baetov   |
| At-Bashy | At-Bashy |
| Jumgal   | Chaek    |
| Kochkor  | Kochkor  |
| Naryn    | Naryn    |